# Forte de Ambaca
O Forte de Ambaca localizava-se em Camabatela, no município de Ambaca, na província de Cuanza Norte, no interior de Angola.

## História
Tinha a função de defesa do presídio (estabelecimento de colonização militar) ali estabelecido em 1611 ou 1614, e que foi extinto apenas em 1839. Este presídio era considerado um dos mais importantes, uma vez que, a partir do final do século XVII, daí provinha a quase totalidade dos escravos do interior de Angola, exportados a partir de Luanda. Complementarmente, a população de Ambaca necessitava produzir alimentos destinados a alimentar as longas caravanas de escravos em trânsito, que estima-se, nos períodos de pico entre 1740-1759 e de 1790-1829, chegaram a atingir uma média de 10.000 indivíduos anualmente.
O poeta brasileiro Inácio José de Alvarenga Peixoto, implicado na Inconfidência Mineira, para ali foi condenado ao degredo perpétuo, vindo a falecer em 1793.
Para a exploração do tráfico de escravos na região foi constituída, nesse período, a Companhia de Ambaca.